# Golpe de 30 de Prairial

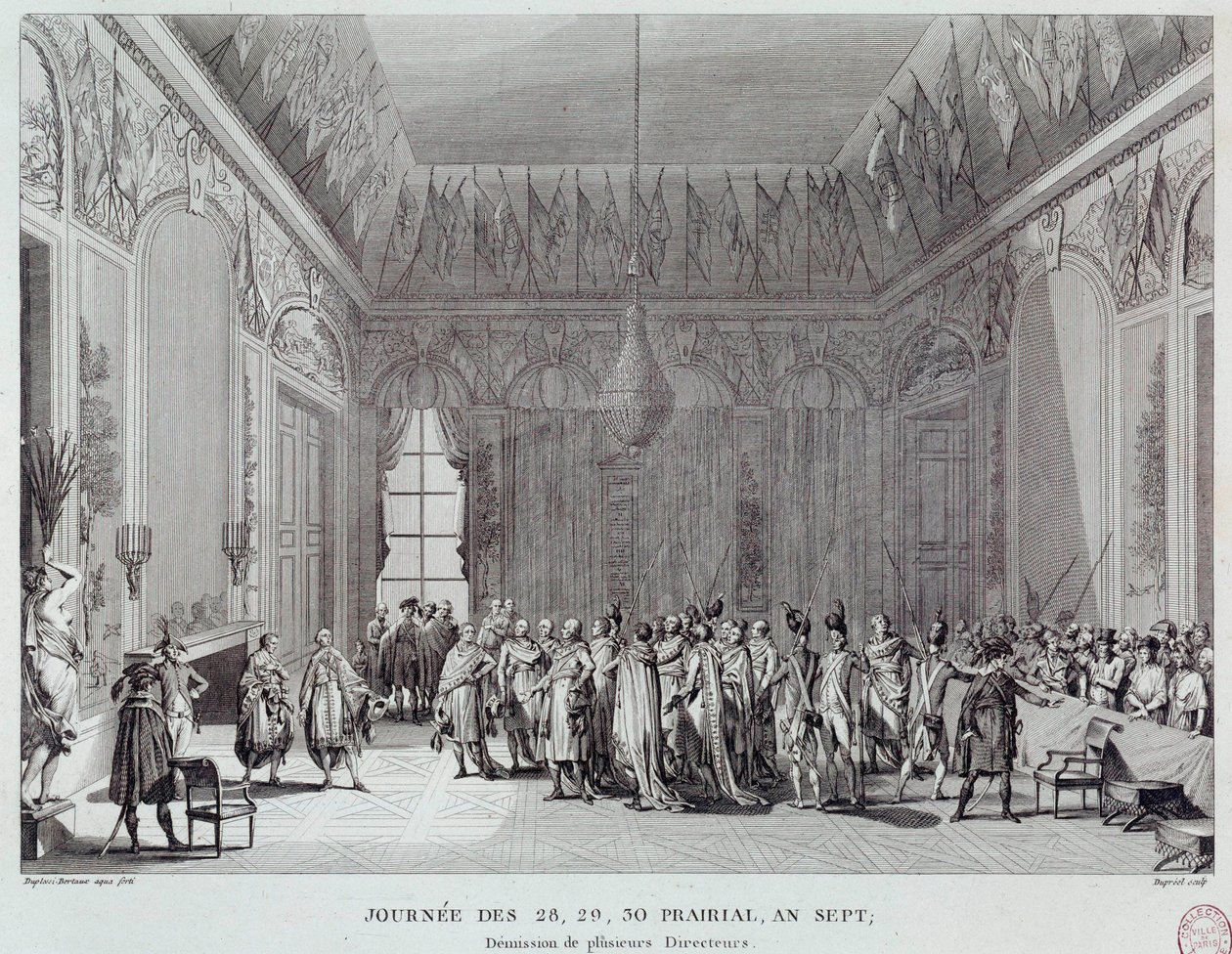
O momento do Golpe de 30 de Prairial do Ano VII, com a demissão de vários diretores (1799).

O Golpe de 30 de Prairial do Ano VII (de acordo com o Calendário Republicano Francês), também conhecido como a "Vingança dos Conselhos" (Revanche des Conseils), foi um golpe de Estado ocorrido na Primeira República Francesa em 18 de junho de 1799, em que membros do Diretório foram destituídos por imposição de deputados jacobinos.

## Contexto
Temendo a ameaça de um novo "Terror", membros do Diretório protagonizaram o Golpe de 22 de Floreal, em 1798, que havia expurgado a esquerda jacobina eleita para o Legislativo francês. Contudo, as eleições de março-abril de 1799 para os dois conselhos da República produziram uma nova maioria "neojacobina" nestes dois órgãos, especialmente no Conselho dos Quinhentos, a câmara baixa do Diretório. Os novos deputados ficaram descontentes com a conduta dos diretores na Guerra da Segunda Coalizão e, em particular, com a destituição do general Jean Étienne Championnet, um antigo jacobino.

## Golpe
Diante desse descontentamento, os deputados votaram um ato declarando que a eleição do Diretor Jean-Baptiste Treilhard tinha sido ilegal e, em 29 de Prairial (17 de junho), o substituíram por Louis Gohier, ex-deputado e ministro jacobino durante a Convenção Nacional.
Mas os Conselhos não ficaram satisfeitos com apenas uma remoção. Os deputados também exigiram a renúncia ou destituição dos diretores Louis-Marie de La Révellière-Lépeaux e Philippe-Antoine Merlin de Douai, sendo apoiados pelo Conselho dos Anciões e pelos diretores Paul Barras, um veterano do Diretório interessado em manter-se no poder, e principalmente, pelo recém-nomeado Emmanuel Joseph Sieyès, abade antijacobino atuante desde o início da Revolução Francesa e que pretendia aproveitar-se da situação para livrar-se de seus colegas opositores e tentar modificar a Constituição de 1795 (Ano III), reconfigurando o governo francês. Sieyès conquistou, também, o apoio de militares jacobinos.

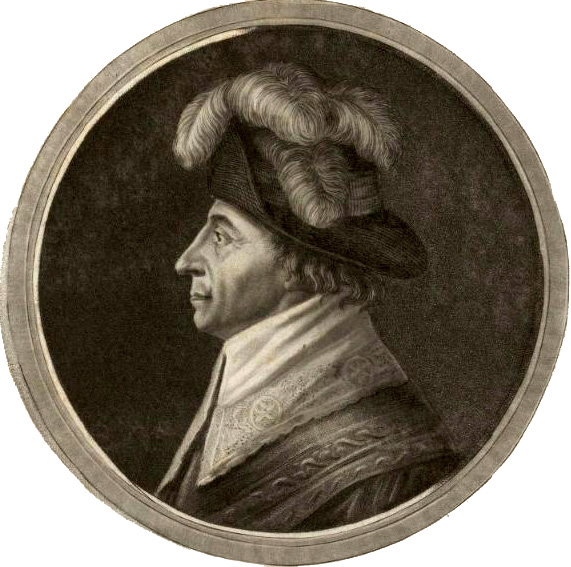
Sieyès, membro do Diretório e principal arquiteto do Golpe de 30 de Prairial (1799).

Quando La Révellière-Lépeaux e Merlin de Douai resistiram, o general Barthélemy Catherine Joubert, recentemente colocado no comando da 17ª divisão militar, organizou alguns movimentos de tropas em Paris. Na noite de 18 de junho, os dois diretores apresentaram suas demissões, sendo substituídos por Roger Ducos e Jean-François-Auguste Moulin, respectivamente.

## Consequências
Embora nada nesta sequência de eventos tenha violado formalmente a Constituição, esses fatos são geralmente considerados um golpe de Estado orquestrado pelo Poder Legislativo contra membros do Executivo - com o apoio de parte de seus próprios membros, entretanto. O golpe tornou Sieyès a figura dominante do Diretório. Contudo, também fortaleceu os militares e prefigurou o Golpe de 18 de Brumário do Ano VIII (1799), que colocaria fim ao regime e levaria Napoleão Bonaparte ao poder.